# Димитър Ангелов (Милутинце)
Димитър Ангелов Узунов е български революционер, деец на Вътрешната македоно-одринска революционна организация.

## Биография
Димитър Ангелов е роден на 14 септември 1878 година в кривопаланечкото село Милутинце, тогава в Османската империя. По професия е строителен работник, има завършен първи клас. Присъединява се към ВМОРО през 1904 година и става куриер на четата на Петър Ангелов. През 1905 година работи в България, а през 1906/1907 година е четник на Димитър Кирлиев.
Легализира се след Младотурската революция от юли 1908 година, но след пет месеца е арестуван. Успява да избяга от Паланечкия затвор на следващата година и се установява в Свободна България. При избухването на Балканската война е доброволец в Македоно-одринското опълчение, в 2 рота на 2 скопска дружина. Към 1951 година живее в Кюстендил.